# Grand Prix Wielkiej Brytanii 1952
Grand Prix Wielkiej Brytanii 1952 (oryg. RAC British Grand Prix) – piąta runda Mistrzostw Świata Formuły 1 w sezonie 1952, która odbyła się 19 lipca 1952 po raz trzeci na torze Silverstone.
Piąte Grand Prix Wielkiej Brytanii, trzecie zaliczane do Mistrzostw Świata Formuły 1.

## Lista startowa
Na niebieskim tle kierowcy, który wycofali się przed treningiem.
| Nr      | Kierowca                | Zespół                         | Samochód          | Silnik                  | Opony |
| ------- | ----------------------- | ------------------------------ | ----------------- | ----------------------- | ----- |
| 1       | Graham Whitehead        | Peter Whitehead (prywatnie)    | Alta F2           | Alta F2 2L 4C           | D     |
| 2       | Bill Aston              | W.S. Aston                     | Aston NB41        | Butterworth F4 2.0L     | D     |
| 3       | Kenneth McAlpine        | Connaught Engineering          | Connaught Type A  | Lea-Francis 3.0L 4C     | D     |
| 4       | Ken Downing             | Connaught Engineering          | Connaught Type A  | Lea-Francis 3.0L 4C     | D     |
| 5       | Eric Thompson           | Connaught Engineering          | Connaught Type A  | Lea-Francis 3.0L 4C     | D     |
| 6       | Dennis Poore            | Connaught Engineering          | Connaught Type A  | Lea-Francis 3.0L 4C     | D     |
| 7       | David Murray            | Ecurie Ecosse                  | Cooper T20        | Bristol BS1 2L 6C       | D     |
| 8       | Reg Parnell             | Archie Bryde                   | Cooper T20        | Bristol BS1 2L 6C       | D     |
| 9       | Mike Hawthorn           | Leslie D. Hawthorn (prywatnie) | Cooper T20        | Bristol BS1 2L 6C       | D     |
| 10      | Eric Brandon            | Ecurie Richmond                | Cooper T20        | Bristol BS1 2L 6C       | D     |
| 11      | Alan Brown              | Ecurie Richmond                | Cooper T20        | Bristol BS1 2L 6C       | D     |
| 12      | Stirling Moss           | English Racing Automobiles     | ERA G             | Bristol BS1 2L 6C       | D     |
| 14      | Roy Salvadori           | G. Caprara                     | Ferrari 500       | Ferrari Type 500 2L 4C  | D     |
| 15      | Alberto Ascari          | Scuderia Ferrari               | Ferrari 500       | Ferrari Type 500 2L 4C  | P     |
| 16      | Giuseppe Farina         | Scuderia Ferrari               | Ferrari 500       | Ferrari Type 500 2L 4C  | P     |
| 17      | Piero Taruffi           | Scuderia Ferrari               | Ferrari 500       | Ferrari Type 500 2L 4C  | P     |
| 18      | Louis Rosier            | Ecurie Rosier                  | Ferrari 500       | Ferrari Type 500 2L 4C  | D     |
| 19      | Rudi Fischer            | Ecurie Espadon                 | Ferrari 500       | Ferrari Type 500 2L 4C  | P     |
| 20      | Peter Hirt              | Ecurie Espadon                 | Ferrari 212       | Ferrari 125 F1 1.5L V12 | P     |
| 21      | Peter Whitehead         | Peter Whitehead (prywatnie)    | Ferrari 125       | Ferrari 125 F1 1.5L V12 | D     |
| 22      | Ken Wharton             | Scuderia Franera               | Frazer Nash FN48  | Bristol BS1 2L 6C       | D     |
| 23      | Tony Crook              | Tony Crook (prywatnie)         | Frazer Nash 421   | BMW 328 2.0L 6C         | D     |
| 24      | Robert Manzon           | Equipe Gordini                 | Gordini T16       | Gordini 20 2L 6C        | E     |
| 25      | Maurice Trintignant     | Equipe Gordini                 | Gordini T16       | Gordini 20 2L 6C        | E     |
| 26      | Prince Bira             | Equipe Gordini                 | Gordini T16       | Gordini 20 2L 6C        | E     |
| 27      | Johnny Claes            | Ecurie Belge                   | Simca-Gordini T15 | Gordini 1500 1.5L 4C    | E     |
| 28      | Tony Gaze               | Tony Gaze (prywatnie)          | HWM 52            | Alta F2 2L 4C           | D     |
| 29      | Peter Collins           | HWMotors                       | HWM 52            | Alta F2 2L 4C           | D     |
| 30      | Duncan Hamilton         | HWMotors                       | HWM 52            | Alta F2 2L 4C           | D     |
| 31      | Lance Macklin           | HWMotors                       | HWM 52            | Alta F2 2L 4C           | D     |
| 32      | Emmanuel de Graffenried | Enrico Platé                   | Maserati 4CLT-50  | Maserati Platé 2L 4C    | P     |
| 33      | Harry Schell            | Enrico Platé                   | Maserati 4CLT-50  | Maserati Platé 2L 4C    | P     |
| 34      | Gino Bianco             | Escuderia Bandeirantes         | Maserati A6GCM    | Maserati A6G 2L 6C      | P     |
| 35      | Eitel Cantoni           | Escuderia Bandeirantes         | Maserati A6GCM    | Maserati A6G 2L 6C      | P     |
| Źródła: |                         |                                |                   |                         |       |

## Wyniki

### Kwalifikacje
Źródło: racing-reference.info
| P  | Nr | Kierowca                | Konstruktor(-silnik)  | Opony | Czas | Odstęp | Strata |
| -- | -- | ----------------------- | --------------------- | ----- | ---- | ------ | ------ |
| 1  | 16 | Giuseppe Farina         | Ferrari               | P     | 1:50 | –      | –      |
| 2  | 15 | Alberto Ascari          | Ferrari               | P     | 1:50 | +0     | +0     |
| 3  | 17 | Piero Taruffi           | Ferrari               | P     | 1:53 | +3     | +3     |
| 4  | 24 | Robert Manzon           | Gordini               | E     | 1:55 | +2     | +5     |
| 5  | 4  | Ken Downing             | Connaught-Lea-Francis | D     | 1:56 | +1     | +6     |
| 6  | 8  | Reg Parnell             | Cooper-Bristol        | D     | 1:56 | +0     | +6     |
| 7  | 9  | Mike Hawthorn           | Cooper-Bristol        | D     | 1:56 | +0     | +6     |
| 8  | 6  | Dennis Poore            | Connaught-Lea-Francis | D     | 1:56 | +0     | +6     |
| 9  | 5  | Eric Thompson           | Connaught-Lea-Francis | D     | 1:57 | +1     | +7     |
| 10 | 26 | Prince Bira             | Gordini               | E     | 1:57 | +0     | +7     |
| 11 | 30 | Duncan Hamilton         | HWM-Alta              | D     | 1:57 | +0     | +7     |
| 12 | 1  | Graham Whitehead        | Alta                  | D     | 1:58 | +1     | +8     |
| 13 | 11 | Alan Brown              | Cooper-Bristol        | D     | 1:58 | +0     | +8     |
| 14 | 29 | Peter Collins           | HWM-Alta              | D     | 1:58 | +0     | +8     |
| 15 | 19 | Rudi Fischer            | Ferrari               | P     | 1:58 | +0     | +8     |
| 16 | 12 | Stirling Moss           | ERA-Britsol           | D     | 1:59 | +1     | +9     |
| 17 | 3  | Kenneth McAlpine        | Connaught-Lea-Francis | D     | 2:00 | +1     | +10    |
| 18 | 10 | Eric Brandon            | Cooper-Bristol        | D     | 2:00 | +0     | +10    |
| 19 | 14 | Roy Salvadori           | Ferrari               | D     | 2:00 | +0     | +10    |
| 20 | 21 | Peter Whitehead         | Ferrari               | D     | 2:00 | +0     | +10    |
| 21 | 25 | Maurice Trintignant     | Gordini               | E     | 2:00 | +0     | +10    |
| 22 | 7  | David Murray            | Cooper-Bristol        | D     | 2:02 | +2     | +12    |
| 23 | 27 | Johnny Claes            | Simca-Gordini         | E     | 2:02 | +0     | +12    |
| 24 | 20 | Peter Hirt              | Ferrari               | P     | 2:03 | +1     | +13    |
| 25 | 23 | Tony Crook              | Frazer Nash-BMW       | D     | 2:03 | +0     | +13    |
| 26 | 28 | Tony Gaze               | HWM-Alta              | D     | 2:05 | +2     | +15    |
| 27 | 35 | Eitel Cantoni           | Maserati              | P     | 2:06 | +1     | +16    |
| 28 | 34 | Gino Bianco             | Maserati              | P     | 2:07 | +1     | +17    |
| 29 | 31 | Lance Macklin           | HWM-Alta              | D     | 2:08 | +1     | +18    |
| 30 | 2  | Bill Aston              | Aston Butterworth     | D     | 3:28 | +1:20  | +1:38  |
| 31 | 32 | Emmanuel de Graffenried | Maserati-Platé        | P     | brak |        |        |
| 32 | 33 | Harry Schell            | Maserati-Platé        | P     | brak |        |        |
| P  | Nr | Kierowca                | Konstruktor(-silnik)  | Opony | Czas | Odstęp | Strata |

### Wyścig
Źródła: 
| P                                                     | + / –     | Nr | Kierowca                | Konstruktor           | Opony | Okr. | Czas / Strata | Komentarz            |
| ----------------------------------------------------- | --------- | -- | ----------------------- | --------------------- | ----- | ---- | ------------- | -------------------- |
| 1                                                     | 1         | 15 | Alberto Ascari          | Ferrari               | P     | 85   | 2h44m11       |                      |
| 2                                                     | 1         | 17 | Piero Taruffi           | Ferrari               | P     | 84   | +1 okr.       |                      |
| 3                                                     | 4         | 9  | Mike Hawthorn           | Cooper-Bristol        | D     | 83   | +2 okr.       |                      |
| 4                                                     | 4         | 6  | Dennis Poore            | Connaught-Lea-Francis | D     | 83   | +2 okr.       |                      |
| 5                                                     | 4         | 5  | Eric Thompson           | Connaught-Lea-Francis | D     | 82   | +3 okr.       |                      |
| 6                                                     | 5         | 16 | Giuseppe Farina         | Ferrari               | P     | 82   | +3 okr.       |                      |
| 7                                                     | 1         | 8  | Reg Parnell             | Cooper-Bristol        | D     | 82   | +3 okr.       |                      |
| 8                                                     | 11        | 14 | Roy Salvadori           | Ferrari               | D     | 82   | +3 okr.       |                      |
| 9                                                     | 4         | 4  | Ken Downing             | Connaught-Lea-Francis | D     | 82   | +3 okr.       |                      |
| 10                                                    | 10        | 21 | Peter Whitehead         | Ferrari               | D     | 81   | +4 okr.       |                      |
| 11                                                    | 1         | 26 | Prince Bira             | Gordini               | E     | 81   | +4 okr.       |                      |
| 12                                                    | Bez zmian | 1  | Graham Whitehead        | Alta                  | D     | 80   | +5 okr.       |                      |
| 13                                                    | 2         | 19 | Rudi Fischer            | Ferrari               | P     | 80   | +5 okr.       |                      |
| 14                                                    | 9         | 27 | Johnny Claes            | Simca-Gordini         | E     | 79   | +6 okr.       |                      |
| 15                                                    | 14        | 31 | Lance Macklin           | HWM-Alta              | D     | 79   | +6 okr.       |                      |
| 16                                                    | 1         | 3  | Kenneth McAlpine        | Connaught-Lea-Francis | D     | 79   | +6 okr.       |                      |
| 17                                                    | 15        | 33 | Harry Schell            | Maserati-Platé        | P     | 78   | +7 okr.       |                      |
| 18                                                    | 10        | 34 | Gino Bianco             | Maserati              | P     | 77   | +8 okr.       |                      |
| 19                                                    | 12        | 32 | Emmanuel de Graffenried | Maserati-Platé        | P     | 76   | +9 okr.       |                      |
| 20                                                    | 2         | 10 | Eric Brandon            | Cooper-Bristol        | D     | 76   | +9 okr.       |                      |
| 21                                                    | 4         | 23 | Tony Crook              | Frazer Nash-BMW       | D     | 75   | +10 okr.      |                      |
| 22                                                    | 9         | 11 | Alan Brown              | Cooper-Bristol        | D     | 69   | +16 okr.      |                      |
| Niesklasyfikowani                                     |           |    |                         |                       |       |      |               |                      |
|                                                       |           | 29 | Peter Collins           | HWM-Alta              | D     | 73   | +12 okr.      | zapłon               |
|                                                       |           | 30 | Duncan Hamilton         | HWM-Alta              | D     | 44   | +41 okr.      | silnik               |
|                                                       |           | 12 | Stirling Moss           | ERA-Britsol           | D     | 36   | +49 okr.      | silnik               |
|                                                       |           | 25 | Maurice Trintignant     | Gordini               | E     | 21   | +64 okr.      | skrzynia biegów      |
|                                                       |           | 28 | Tony Gaze               | HWM-Alta              | D     | 19   | +66 okr.      | silnik               |
|                                                       |           | 7  | David Murray            | Cooper-Bristol        | D     | 14   | +71 okr.      | silnik               |
|                                                       |           | 24 | Robert Manzon           | Gordini               | E     | 9    | +76 okr.      | sprzęgło             |
|                                                       |           | 20 | Peter Hirt              | Ferrari               | P     | 3    | +82 okr.      | hamulce              |
|                                                       |           | 35 | Eitel Cantoni           | Maserati              | P     | 0    | +85 okr.      | hamulce              |
| Nie wystartowali / niedopuszczeni do ponownego startu |           |    |                         |                       |       |      |               |                      |
|                                                       |           | 2  | Alan Brown              | Aston Butterworth     | D     | 0    |               | wycofał się          |
|                                                       |           | 18 | Louis Rosier            | Ferrari               | D     | 0    |               | nie przybył          |
|                                                       |           | 22 | Ken Wharton             | Frazer Nash-Bristol   | D     | 0    |               | samochód niedostępny |
| P                                                     | + / –     | Nr | Kierowca                | Konstruktor           | Opony | Okr. | Czas / Strata | Komentarz            |

### Najszybsze okrążenie
Źródło: statsf1.com
| Nr | Kierowca       | Konstruktor | Czas | Okr. |
| -- | -------------- | ----------- | ---- | ---- |
| 15 | Alberto Ascari | Ferrari     | 1:52 | 9    |

### Prowadzenie w wyścigu
Źródło: statsf1.com
| Nr                              | Kierowca       | Konstruktor | Okrążenia | Suma |
| ------------------------------- | -------------- | ----------- | --------- | ---- |
| 15                              | Alberto Ascari | Ferrari     | 1-85      | 85   |
| \| Wykres \| \| ------ \| \| \| |                |             |           |      |
| Wykres                          |                |             |           |      |
|                                 |                |             |           |      |

## Klasyfikacja po wyścigu
Pierwsza piątka otrzymywała punkty według klucza 8-6-4-3-2, 1 punkt przyznawany był dla kierowcy, który wykonał najszybsze okrążenie w wyścigu. Klasyfikacja konstruktorów została wprowadzona w 1958 roku. Liczone było tylko 4 najlepsze wyścigi danego kierowcy.
Uwzględniono tylko kierowców, którzy zdobyli jakiekolwiek punkty
| P  | +/− | Kierowca            | Starty | Punkty | P1 | P2 | P3 | PP | NO | NS |
| -- | --- | ------------------- | ------ | ------ | -- | -- | -- | -- | -- | -- |
| 1  | 0   | Alberto Ascari      | 4      | 27     | 3  | –  | –  | 2  | 3  | 1  |
| 2  | 0   | Piero Taruffi       | 4      | 19     | 1  | 1  | 1  | –  | 1  | 1  |
| 3  | 0   | Giuseppe Farina     | 4      | 12     | –  | 2  | –  | 2  | –  | 1  |
| 4  | 0   | Troy Ruttman        | 1      | 8      | 1  | –  | –  | –  | –  | –  |
| 5  | 0   | Robert Manzon       | 4      | 7      | –  | –  | 1  | –  | –  | 2  |
| 6  | +4  | Mike Hawthorn       | 3      | 7      | –  | –  | 1  | –  | –  | 1  |
| 7  | −1  | Rudi Fischer        | 3      | 6      | –  | 1  | –  | –  | –  | –  |
| 8  | −1  | Jim Rathmann        | 1      | 6      | –  | 1  | –  | –  | –  | –  |
| 9  | −1  | Jean Behra          | 3      | 4      | –  | –  | 1  | –  | –  | 1  |
| 10 | −1  | Sam Hanks           | 1      | 4      | –  | –  | 1  | –  | –  | –  |
| 11 | −1  | Ken Wharton         | 2      | 3      | –  | –  | –  | –  | –  | 1  |
| 12 | 0   | Duane Carter        | 1      | 3      | –  | –  | –  | –  | –  | –  |
| 12 | N   | Dennis Poore        | 1      | 3      | –  | –  | –  | –  | –  | –  |
| 14 | −1  | Alan Brown          | 3      | 2      | –  | –  | –  | –  | –  | –  |
| 15 | −1  | Maurice Trintignant | 2      | 2      | –  | –  | –  | –  | –  | 1  |
| 16 | −2  | Art Cross           | 1      | 2      | –  | –  | –  | –  | –  | –  |
| 16 | −2  | Paul Frère          | 1      | 2      | –  | –  | –  | –  | –  | –  |
| 16 | N   | Eric Thompson       | 1      | 2      | –  | –  | –  | –  | –  | –  |
| 19 | −2  | Bill Vukovich       | 1      | 1      | –  | –  | –  | –  | 1  | –  |
| P  | +/− | Kierowca            | Starty | Punkty | P1 | P2 | P3 | PP | NO | NS |